# Милославов, Пётр Михайлович
Пётр Михайлович Милославов (7 сентября 1898 года—22 марта 1975 года) — советский композитор, педагог, основатель и руководитель Волжского народного хора.

## Биография
Родился 7 сентября 1898 года в селе Никольском Камышинского уезда Саратовской губернии в семье священника и сельской учительницы.
С 1913 по 1918 годы — обучался в духовной семинарии.
Учась в Саратовском университете, занимался в консерватории, дирижировал городским хором, работал учителем пения в Петровском районном педагогическом техникуме.
Переехав в Самару, принимает участие в организации областных, республиканских, всесоюзных фестивалей народного искусства, смотров, конкурсов творческих коллективов, управляет сводными хорами, проводит семинары и курсы повышения квалификации руководителей хоров.
Участник Великой Отечественной войны с первого до последнего дня, начал её автоматчиком, а закончил художественным руководителем военного ансамбля песни и пляски.
В дальнейшем работал хормейстером-консультантом Всесоюзного Дома народного творчества, и благодаря его известности в области педагогической и творческой деятельности, ему было поручено создание в 1952 году Волжского народного хора, которым он руководил до 1962 года.
В 1957 году хор стал лауреатом Международного конкурса на Всемирном фестивале молодёжи и студентов в Москве, в дальнейшем с триумфом прошли его гастроли во Франции и Германии.
Выйдя на пенсию, оставался художественным консультантом Волжского хора, возглавил самодеятельный народный хор в Дворце культуры (ДК) «Звезда».
При его поддержке были созданы народный хор русской песни «Волжские зори» в клубе «Мир» (руководитель Н. И. Москвина) и народный хор в ДК 4-го Государственного подшипникового завода (руководитель Ю. И. Брендес).
Пётр Михайлович Милославов умер 22 марта 1975 года.

## Творчество
Создатель обработок народных песен: «Ах ты, степь широкая», «Есть на Волге утёс», «Вот мчится тройка почтовая» и другие.

## Память
- Его именем назван Волжский народный хор, который он создал.
- В Самаре, на доме, где жил Милославов с 1955 по 1975 годы, установлена памятная доска.

## Награды
- Орден Красной Звезды (1945)
- Медаль «За боевые заслуги» (1943)
- Заслуженный деятель искусств РСФСР (1957)